# Philadelphia (Mississippi)
Philadelphia é uma cidade localizada no estado americano de Mississippi, no Condado de Neshoba.

## Demografia
Segundo o censo americano de 2000, a sua população era de 7303 habitantes.
Em 2006, foi estimada uma população de 7705, um aumento de 402 (5.5%).

## Geografia
De acordo com o United States Census Bureau tem uma área de
27,5 km², dos quais 27,5 km² cobertos por terra e 0,0 km² cobertos por água. Philadelphia localiza-se a aproximadamente 129 m acima do nível do mar.

## Localidades na vizinhança
O diagrama seguinte representa as localidades num raio de 28 km ao redor de Philadelphia.